# Phumi Samraong
Phumi Samraong (khm. សំរោង) – miasto w Kambodży; stolica prowincji Otdar Mean Cheay; według danych szacunkowych na rok 2009 liczy 34 494 mieszkańców.